# ルイジ・ディ・ボルボーネ＝パルマ
ルイジ・ディ・ボルボーネ＝パルマ（Luigi di Borbone-Parma, 1899年12月5日 - 1967年12月4日）は、ブルボン＝パルマ家の公子で、オーストリア皇后ツィタの弟。全名はルイジ・カルロ・マリーア・レオポルド・ローベルト（Luigi Carlo Maria Leopoldo Roberto）。フランス語名はルイ・ド・ブルボン＝パルム（Louis de Bourbon-Parme）。
最後のパルマ公ロベルト1世と、その2番目の妻でポルトガルの廃王ミゲル1世の娘であるマリア・アントニアの間の第10子、五男として生まれた。父にとっては第22子、10番目の息子である。1939年1月23日にローマにおいて、イタリア王ヴィットーリオ・エマヌエーレ3世の娘マリーア・フランチェスカと結婚した。

## 子女
妻との間には間に4人の子女をもうけた。子供たちは全てカンヌで誕生している（名前はフランス語表記で示す）。
- ギー・シクスト・ルイ・ロベール・ヴィクトル（1940年 - 1991年）
- レミ・フランソワ・グザヴィエ・ルイ・ロベール・ヴィクトル（1942年 - ）
- シャンタル・マリー・エレーヌ・シャルロット（1946年 - ）
- ジャン・ベルナール・レミ（1961年 - ）